# Hu Haichang
Hu Haichang (chinesisch 胡海昌, Pinyin Hú Hǎichāng; * 25. April 1928 in Hangzhou; † 21. Februar 2011 in Peking) war ein chinesischer Ingenieurwissenschaftler für Mechanik.

## Leben
Hu studierte bis zum Abschluss 1950 Bauingenieurwesen an der Universität in Hangzhou und war bis 1965 am Mathematischen Institut der Chinesischen Akademie der Wissenschaften. Anschließend arbeitete er in der chinesischen Raumfahrt. 1993 wurde er Direktor ehrenhalber der technisch-wissenschaftlichen Kommission für Raumfahrt der Chinesischen Akademie der Wissenschaften ernannt.
Ein verallgemeinertes Variationsprinzip in Elastizitäts- und Plastizitätstheorie wird nach ihm und Kyūichirō Washizu benannt.
Er arbeitete auch über die Theorie biharmonischer Funktionen, die Anwendung in der Elastizitätstheorie haben, und die Theorie der Schwingungsdynamik von Strukturen.
Er war Mitglied der Chinesischen Akademie der Wissenschaften und Herausgeber des Chinese Journal of Vibration Engineering und des Chinese Journal of Solid Mechanics.

## Schriften
- Über einige Variationsmethoden in der Elastizitätstheorie und Plastizitätstheorie (chinesisch). 1955